# أوقست ويل
أوقست ويل (بالإنجليزية: August Will)‏ هو فنان ورسام أمريكي، ولد في 1834 في فايمار في ألمانيا، وتوفي في 24 يناير 1910.